# Il barbiere di Bagdad
Il barbiere di Bagdad (Der Barbier von Bagdad) è un'opera lirica buffa in 2 atti, composta da Peter Cornelius su libretto dello stesso Cornelius e basata sui racconti 29-31 de Le mille e una notte. Fu rappresentata per la prima volta il 15 dicembre (o 15 febbraio) 1858 allo Hoftheater di Weimar sotto la direzione di Franz Liszt.
Prima opera lirica di Cornelius, è considerata la miglior opera comica tedesca dopo I maestri cantori di Norimberga di Richard Wagner e in Germania vanta interpretazioni eccelse.

## Storia

### Genesi dell'opera
Cornelius iniziò a lavorare su quest'opera a partire dal 1855.
Il progetto iniziale fu più volte modificato su suggerimento dell'amico Franz Liszt. Liszt suggerì, tra l'altro, a Cornelius la suddivisione dell'opera in due atti.

### Prima rappresentazione
Dopo la prima rappresentazione, diretta da Liszt, l'accoglienza dell'opera da parte del pubblico fu negativa a causa di una serie di boicottaggi .
L'insuccesso costrinse Liszt a dare le dimissioni e l'opera fu quindi ritirata e mai più messa in scena prima della morte di Cornelius.

### Rappresentazioni successive
L'opera tornò ad essere rappresentata il 1º febbraio 1884 a Karlsruhe. Riorchestrata da Mottl, l'opera iniziò ad acquisire popolarità.
In seguito, l'opera fu rappresentata nel 1926 al Metropolitan Opera House di New York.

## Trama

### Primo atto
Baghdad: Nurredin è innamorato senza speranza di Margiana, la figlia del cadì. In seguito, però, Bostana, amica della donna amata, gli comunica che quest'ultima lo attende per un incontro.
Per farsi più bello, si rivolge così al miglior barbiere della città, Abul Hassan. Abul insiste per accompagnare Nurredin all'incontro amoroso, ma quest'ultimo preferisce recarsi dall'amata da solo ed escogita così uno stratagemma (una finta malattia) per liberarsi del barbiere.

### Secondo atto
Ciò nonostante Abul segue Nureddin di nascosto.
Intanto, il promesso sposo di Margiana, Selim di Damasco, ha inviato alla giovane una cassa di gioielli e quando Nureddin vede comparire il cadì, si nasconde dietro questa cassa.
In seguito, il barbiere Abul Hassan, temendo che Nureddin sia in pericolo, fa irruzione nella casa, accusando il cadì dell'omicidio di Nureddin.
Per ricomporre la lite, arriva il califfo, che fa aprire la cassa. Margiana ottiene quindi il permesso di sposare Nurredin, mentre Abdul Hassan viene assunto al servizio del califfo.